# 53 (numero)
Cinquantatré (cf. latino quinquaginta tres, greco τρεῖς καὶ πεντήκοντα) è il numero naturale dopo il 52 e prima del 54.

## Proprietà matematiche
- È un numero dispari.
- È un numero difettivo.
- È il 16º numero primo, dopo il 47 e prima del 59.
- È un numero primo di Sophie Germain.
- È un numero primo di Eisenstein.
- È un numero primo troncabile sia a destra che a sinistra.
- Non è la somma di due numeri primi.
- È la somma di cinque numeri primi successivi, 53 = 5 + 7 + 11 + 13 + 17.
- È uno dei pochi numeri di cui la rappresentazione decimale è l'inverso della relativa rappresentazione esadecimale. Altri tre numeri conosciuti anche per avere questa proprietà, sono 371, 5141 e 99481, curiosamente tutti multipli di 53.
- È un numero di Ulam.
- È un numero colombiano nel sistema numerico decimale.
- È un numero strettamente non palindromo.
- È la somma di due quadrati, 53 = 22 + 72.
- È parte delle terne pitagoriche (28, 45, 53), (53, 1404, 1405).
- È un numero intero privo di quadrati.
- È un numero congruente.

## Astronomia
- 53P/Van Biesbroeck è una cometa periodica del sistema solare.
- 53 Kalypso è un asteroide della fascia principale del sistema solare.
- NGC 53 è una galassia spirale della costellazione del Tucano.

## Astronautica
- Cosmos 53 è un satellite artificiale russo.

## Chimica
- È il numero atomico dello Iodio (I).

## Simbologia

### Smorfia
- Nella smorfia il numero 53 è il vecchio.

## Convenzioni

### Informatica
- La IANA raccomanda l'utilizzo di questo numero di porta nel protocollo DNS.

## Cinema
- È il numero utilizzato per la macchina del film Herbie - Il super maggiolino.